# キャラベル船

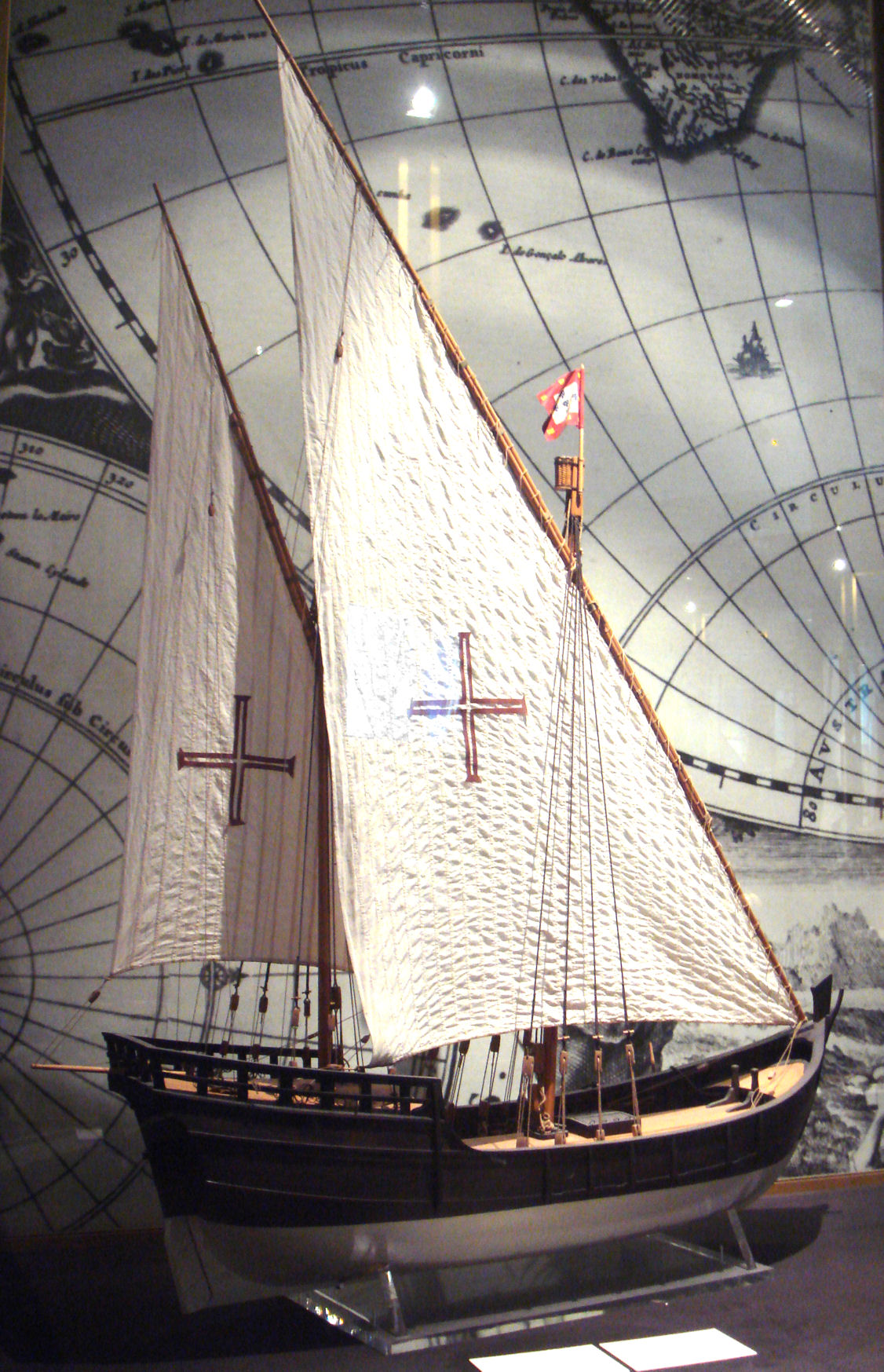
大航海時代のポルトガルのキャラベル

キャラベル船あるいはカラベル船（Caravel）は、およそ3本のマストを持つ小型の帆船であり、高い操舵性を有したことなどから探検活動が盛んとなった15世紀に主にポルトガル人とスペイン人の探検家たちに愛用された。
15世紀にポルトガルの国家管理の下で開発されたが、詳しい開発経緯、時期などは明らかではない。
また、名前はポルトガル語の「オーク材（Carvalho）」に由来すると言われているが、こちらも正確なところは定かでない。

## 台頭の背景

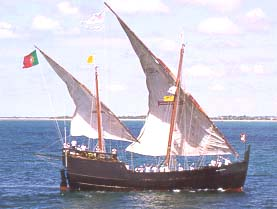
キャラベル・ラティーナ

ほぼ同時期に登場しているキャラック船は当時の造船技術においてひとつの技術的到達点を示したものといえるが、万能というわけではなく、必ずしもキャラック船を用いるのが適切でない場合・目的というものも一方で存在した。当初、スペイン人やポルトガル人の探検家はキャラック船を用いて西アフリカ海岸や大西洋へと漕ぎ出していったが、キャラックのように巨大で重装備を誇る大型船は、特に航行の精度を保つという点において要する人員数においても労力の点でも負担が大きく、未知の海域での調査という目的に必ずしも向いているものではなかった。まもなく、探検家たちは100トン前後の軽キャラックや、地中海用の軽やかなラテンセイルを備えたキャラベルのような小型帆船を好むようになる。
より小型の船を用いるようになったことで、それまでは座礁の危険が高く困難だった沿岸の浅瀬や河川を探検することが可能となった。
また、キャラックのような大西洋での航行速度に重点を置いた大きな正方形の帆ではなく、キャラベルは小回りを重視した地中海用のラテン帆を備えたため、浅瀬での活動を迅速にするとともに、風を自在につかむことをも可能とし、操舵性が極めて優れていた。このように、キャラベルは当時の冒険家が求めた経済性、速度、操舵性、汎用性といった要素を満たしており、この時代の最も優れた帆船のひとつとしての地位を占めるに到った。

## 変遷
初期のキャラベルは全長20mないし30m、重量およそ50トン程度で、2本のマストを備えたものがポピュラーであり、全長と全幅の比は3.5:1となっておりバランスが良く、高い速力と機動性を両立した。当時のポルトガルにより造船技術・理論の粋が凝らされており、前部のマストに巨大なメインセイルを用いるというのも造船アプローチとしては新しいものであった。

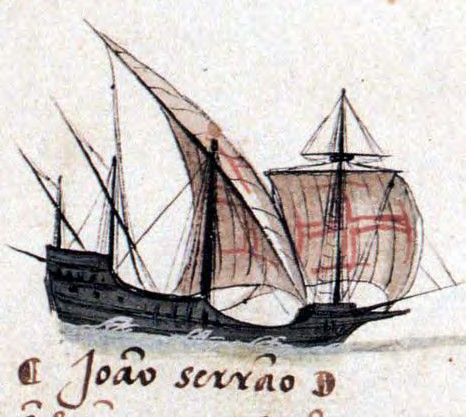
カラベル・レドンダ

15世紀の末頃になって、喜望峰ルートが開拓されると、必然的に遠洋航海の必要性が高まり、3本のマストを用い、キャラックと同じくフォアマストとメインマストにスクウェアセイル、ミズンマストにラテンセイルという組み合わせがキャラベルにも取り入れられるようになる（この頃にはマストを4本持つキャラベルも建造された）。
初期の船と後期に登場した船は、備える帆によって区別することがあり、初期からあるラテンセイルを使っている物はキャラベル・ラティーナ、後に登場したスクウェアセイルを使っているタイプはキャラベル・レドンダと呼ぶ。
いずれも、キャラックとは異なり、高く持ち上がった船首楼、船尾楼は持たない。

## 逸話
1492年のコロンブスによるアメリカ大陸への航海に際して参加したのは、旗艦としてコロンブスが乗り込んだキャラック船サンタ・マリア号と、それに随伴したキャラベル船、ピンタ号とニーニャ号の3隻である。サンタ・マリア号は後世でこそ名高いが、速度が遅く、航海中に2隻のキャラベルに置いていかれることもしばしばであったため、コロンブスには好かれていなかった。そのため、同船がアメリカ沖で座礁した際にコロンブスはニーニャ号に喜んで移乗し、ヨーロッパにもキャラベル船であるニーニャ号に乗ったまま帰還した。

## 有名な船
los primeros prototipos de carabela
最初期のプロトタイプのキャラベル。エンリケ航海王子が1441年にヌーノ・トリスタン に与えた。
ピンタ号
コロンブスのアメリカ大陸探検航海に随伴したキャラベル・レドンダ。3本マスト。
ニーニャ号
コロンブスのアメリカ大陸探検航海に随伴したキャラベル・ラティーナ。4本マスト。